# La Niña de los Peines
La Niña de los Peines was de artiestennaam van Pastora María Pavón Cruz (Sevilla, februari 1890 - aldaar, 26 november 1969). Zij was een cantaora flamenca (flamencozangeres) en wordt beschouwd als een van de meest belangrijke stemmen uit de geschiedenis van deze kunstvorm.

## Biografie
Pastora María Pavón Cruz was een kind uit het huwelijk van gitanos (zigeuners) met een grote zangtraditie; haar vader was Francisco Pavón Cruz, bekend als "El Paiti", inwoner van Viso del Alcor (provincie Sevilla), haar moeder was Pastora Cruz inwoonster van Arahal, haar twee broers Tomás Pavón en Arturo Pavón, waren ook cantaores (flamenco zangers). Ze was getrouwd met de cantaor Pepe Pinto.
Volgens dichter/schrijver Lorca had haar stemgeluid een timbre van puur metaal: enigszins schril nasaal, maar zeer sprekend, en met een buitengewoon gevoel voor ritmiek. Picasso noemde haar "een overvloed van leven": ze hield van het leven en van feesten. Velen beschouwen wellicht daarom als de beste cantaora festera ooit.
- Biblioteca Nacional de España: XX1046190
- Bibliothèque nationale de France: cb13896803h (data)
- Gemeinsame Normdatei: 123394244
- International Standard Name Identifier: 0000 0003 6840 1364
- Library of Congress Control Number: nr93012617
- MusicBrainz: 00010eb3-ebfe-4965-81ef-0ac64cd49fde
- Nederlandse Thesaurus van Auteursnamen: 073812706
- Système universitaire de documentation: 127372989
- Virtual International Authority File: 12491981
- WorldCat: E39PBJqK9dh3qYcYHCX8yvkRrq